# Marcial Gómez Parejo
Marcial Gómez Parejo, más conocido como Marcial Gómez (Hinojosa del Duque, Córdoba, 5 de julio de 1930-Córdoba, 1 de junio de 2012) fue un pintor y dibujante español conocido por una obra imaginativa y próxima al realismo mágico. Autodidacta de formación, sus primeros cuadros reprodujeron un mundo de sueños y fantasía cercano al surrealismo o al hiperrealismo, pero de factura minuciosa y preciosista.

## Biografía

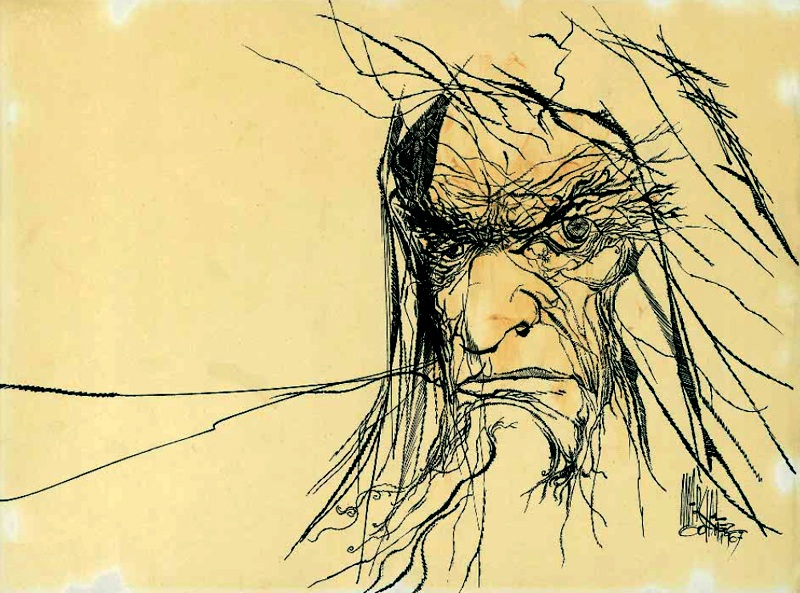
S/T. Tinta/papel 30x21 cm (1967)

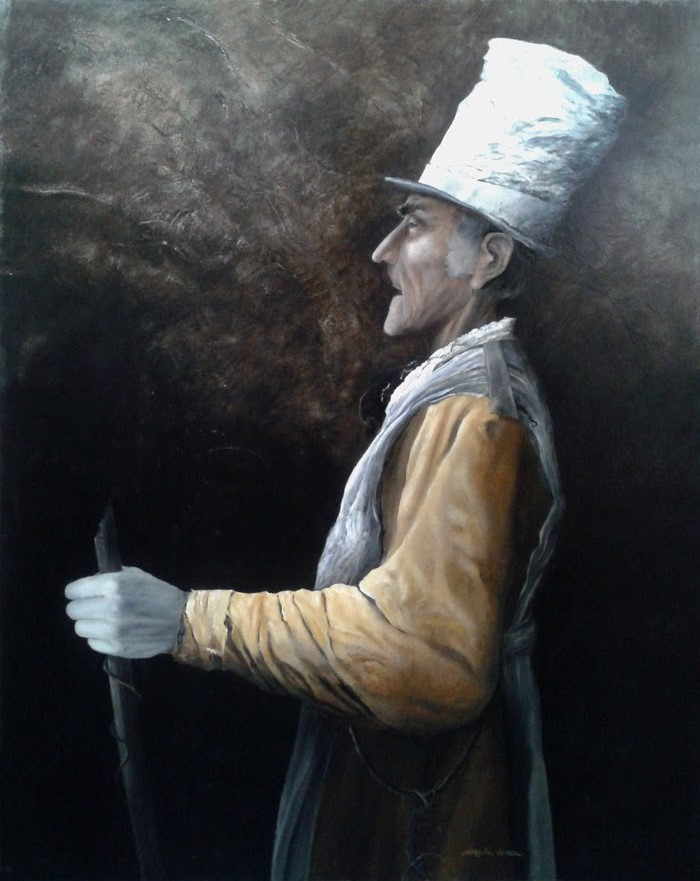
S.T. (1976). Óleo sobre tabla, 75x50 cm.

Aunque nacido en la localidad cordobesa de Hinojosa del Duque, con solo 2 años se trasladó con su familia a Córdoba. Su padre, conductor de autocares, se colocó en la primitiva Aucorsa, empresa municipal de autobuses. De esta manera, Marcial Gómez pasó su infancia en el barrio cordobés de la Huerta de la Reina. Si el dibujo fue su pasión desde muy niño, su formación no pasó de la educación primaria. Con ocho años ya trabajaba en la estación de ferrocarriles como vendedor ambulante y con diez se matriculó fugazmente en la Escuela de Artes y Oficios de Córdoba. Poco después hacía paisajes y dibujos y los vendía para pagar algunos gastos.
Con 14 años, trabajó como vendedor en los almacenes Rodríguez y Espejo, unos grandes almacenes enclavados en el corazón de la ciudad. Pintor autodidacta, entre 1949 y 1953, mantuvo correspondencia con el dibujante estadounidense Alex Raymond, creador del cómic Flash Gordon, al que admiró y del que no ocultó sus influencias. La viñeta, pues, declaró más tarde, suposo su conexión inicial con las manifestaciones artísticas.
Desde su puesto de vendedor en unos grandes almacenes de su ciudad conoció la oferta de trabajo de un  fabricante de telas y alfombras de Barcelona. Eran los años 1960 y Marcial Gómez marchó a Barcelona para trabajar en el departamento de diseño y selección de materiales de una industria textil donde aprendió nuevas técnicas de diseño y creó series de gouache con influencias del constructivismo geométrico, con motivos vegetales y otros de las artes ornamentales. Viajó para inspirarse por países del norte de Europa y por la Unión Soviética, lugares que visitó buscando ideas nuevas para sus nuevas series de telas y alfombras.
Con cerca 45 años, y ya padre de cuatro hijos, se inició en la aventura de la pintura sobre lienzo. Uno de sus hijos, Miguel, también es pintor.[cita requerida]

## Trayectoria
A partir de los años 1970 dejó el mundo de la estampación y se inició en el mundo de la pintura, una pintura figurativa al óleo con una gran importancia del dibujo, de infiltraciones surrealistas desprovistas de lógica en el que las imágenes dialogan con el espectador, como en una representación teatral cualquiera, trasunto de un mundo paralelo más profundo. Es el momento del realismo mágico en Literatura, del triunfo del boom hispanoamericano y con referencias a ese mundo literario, de manera muy personal, Marcial Gómez  comenzó una trayectoria artística en solitario. Según sus palabras: 

"Yo quería descubrir cosas, así que jugué con mi imaginación. No tuve profesores ni pasé por institutos, tampoco quería adquirir los conocimientos de otro para no adoptar su personalidad".
Marcial Gómez.

De los años 80 es la serie Bomarzo, una recreación pictórica sobre el libro del escritor argentino Manuel Mujica Lainez.

### Cartel de Feria 2003

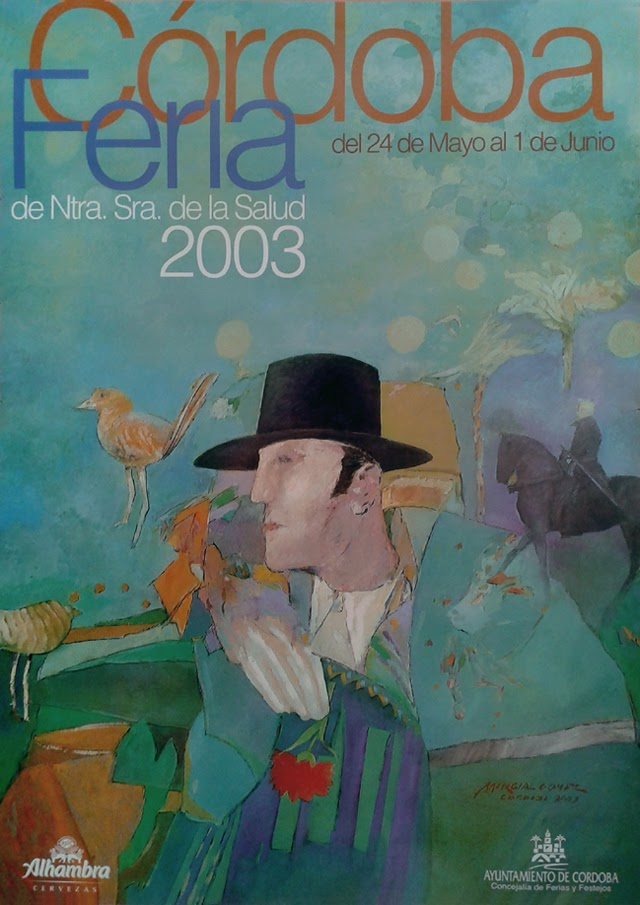
Cartel de la Feria de Córdoba 2003, por Marcial Gómez.

En 2003, el Ayuntamiento de Córdoba encargó al artista un cartel con motivo de la Feria y Fiestas de Nuestra Señora de la Salud. Gómez se decantó por un trabajo sobrio, entre el cómic y el surrealismo, protagonizado por la figura de un flamenco con un gran sombrero cordobés calado, rodeado de aves. El Gran Capitán a caballo aparece por la parte derecha de la imagen, como entre nieblas. Cierra el cartel un clavel rojo bajo la figura principal.

## Premios y exposiciones

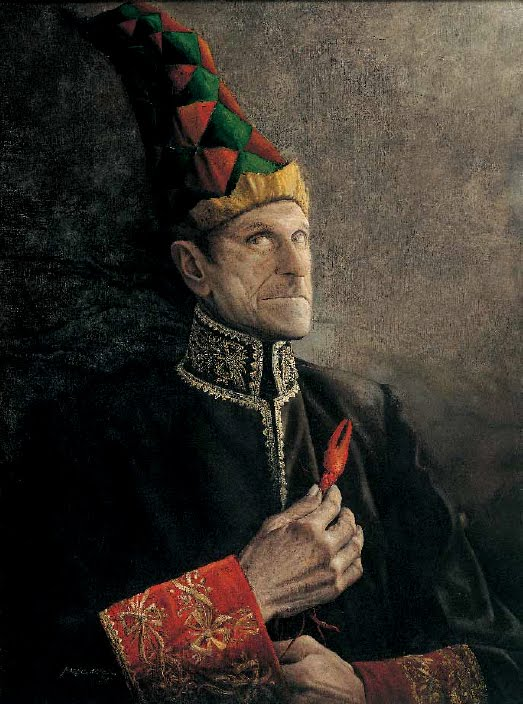
El hombre del crustáceo. Óleo/lienzo. 85 x 65 cm (1980)

Lista de premios y exposiciones de Marcial Gómez Parejo:
- 1969: Barcelona, Primer Premio de dibujo de estampado para prendas femeninas en el I Concurso de Dibujo Textil[7]
- 1971: Barcelona, Accésit al III Concurso de Dibujo Textil[8]
- 1978: Galería Haurie, Sevilla.
- 1978: El nuevo realismo y la escuela sevillana en la Galería Heller, Madrid. (exposición colectiva)
- 1979: Homenaje al Bosco en la Galería Majke Hüsstege, Bolduque, Países Bajos. (exposición colectiva)
- 1980: Galería Heller, Madrid.
- 1980: Galería Lieve-Hemel de Ámsterdam, Países Bajos. (exposición colectiva)
- 1986: ARCO (Feria Internacional de Arte Contemporáneo), Madrid y Galería Illcenacolo en Plasencia, Italia. (exposición colectiva)
- 1987 i 1992: Galería Rayuela, Madrid.
- 1988: Medalla de Honor por finalista en el Premio Pintores para el 92, de la Caja Provincial de Córdoba, para la obra Interior en ocres.[9]
- 1989: Galería Nolde, Navacerrada;
- 1998: Sala de exposiciones Cajasur de Córdoba.
- 2004: Exposición antológica en el Palacio de la Merced de la Fundación de Artes Plásticas Rafael Botí, Córdoba.[10]
- 2011: Magischer Realismus aus Spanien. Im Schatten der Träume (A la sombra de los sueños. Realismo mágico en España) en el Panorama Museum, Bad Frankenhausen, Alemania. (Exposición colectiva con Luis Sáez, José Hernández, Eduardo Naranjo, Vicente Arnas, José Veiés i Dino Valls)[11]

## Galería

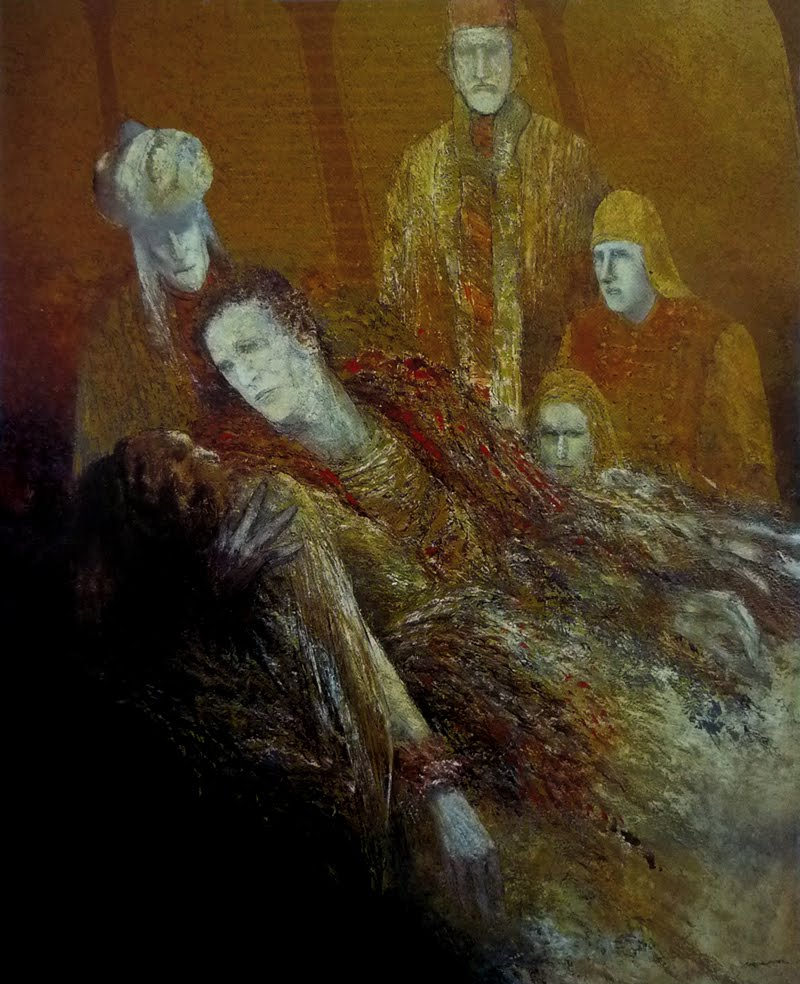
A Gian Corrado Orsini (serie Bomarzo) Óleo/lienzo 170x140cm (1992)
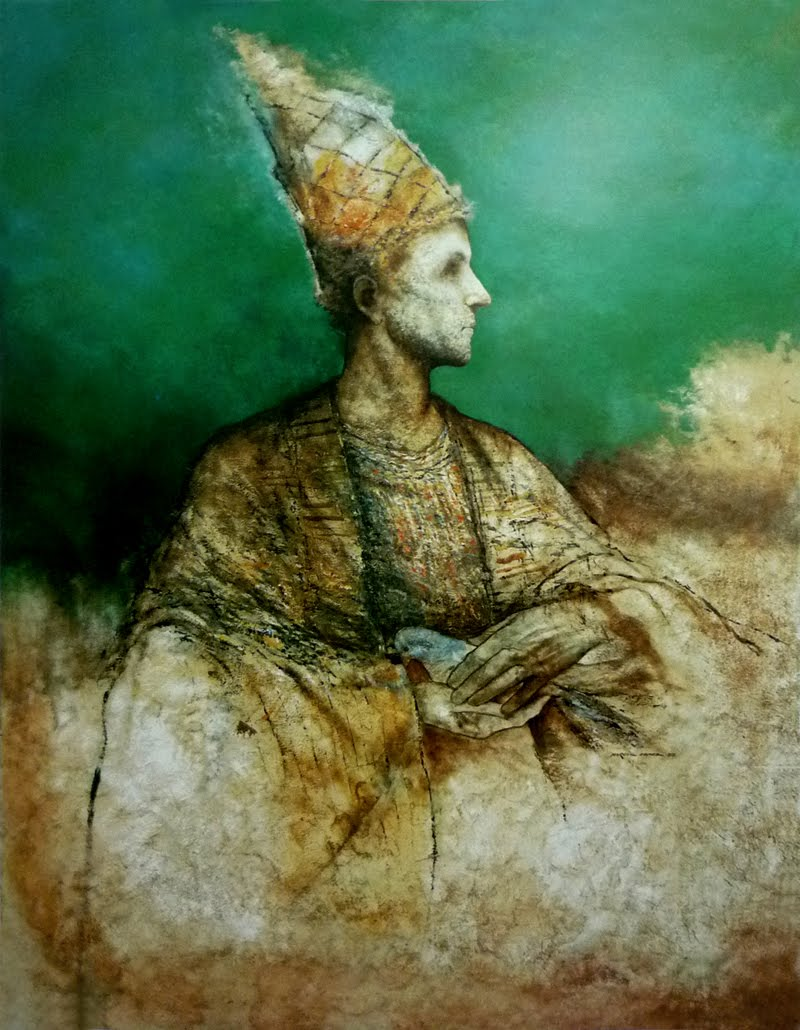
A Silvio de Narni (serie Bomarzo) Óleo/lienzo 130x97 cm (1990)
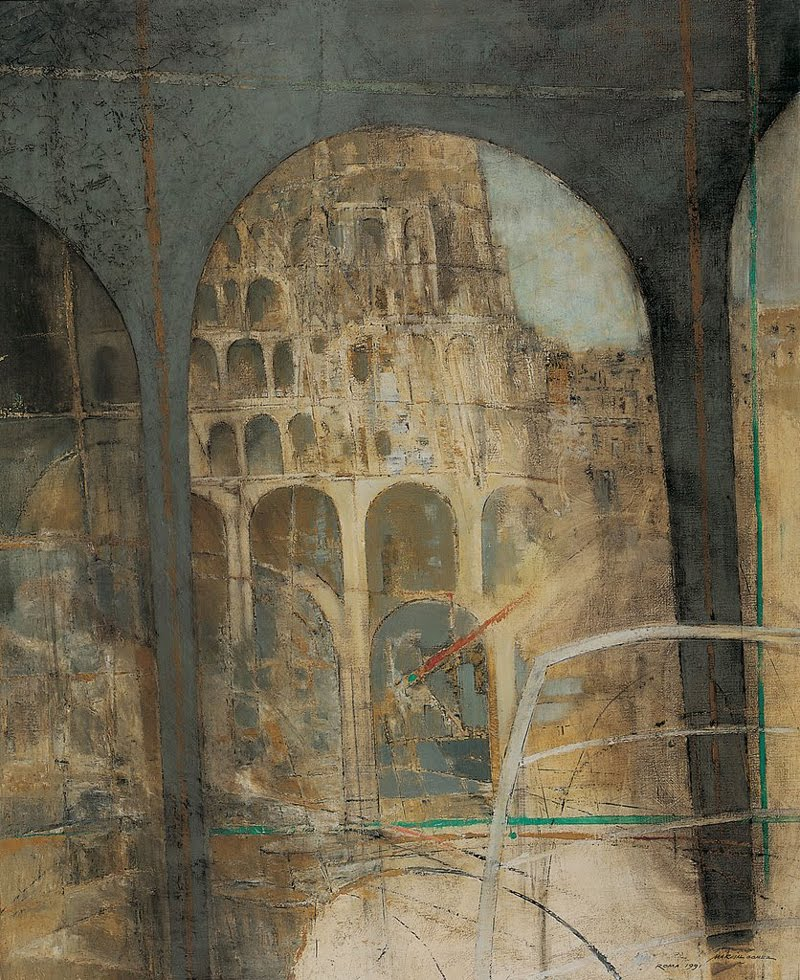
Roma (serie Bomarzo) Óleo/lienzo 100x81cm (1988)
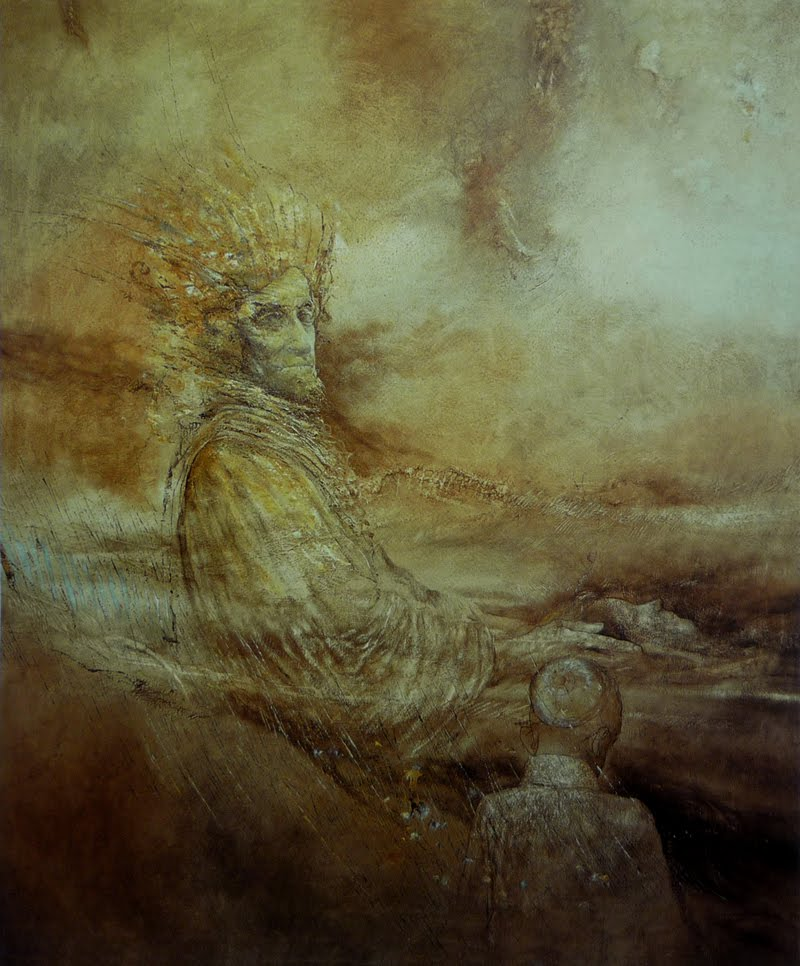
Funeral (serie Bomarzo) Óleo/lienzo 130x97cm (1988)
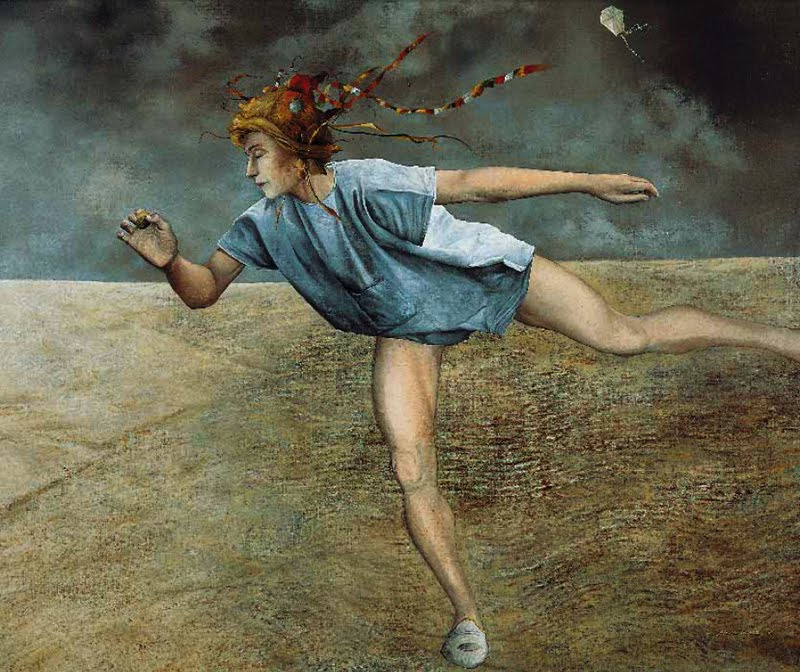
El visionario Óleo/tabla 150x110 cm (1983)